# NGC 3522
NGC 3522 is een elliptisch sterrenstelsel in het sterrenbeeld Leeuw. Het hemelobject werd op 26 april 1883 ontdekt door de Amerikaanse astronoom Lewis A. Swift.

## Synoniemen
- UGC 6159
- MCG 3-28-60
- ZWG 95.113
- PGC 33615